# Eduard Ahrens

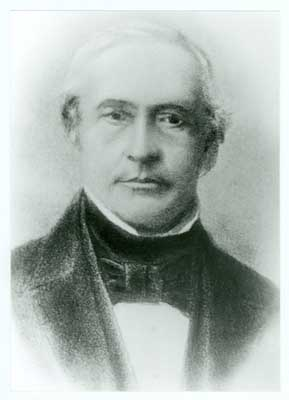
Eduard Ahrens

Eduard Ahrens (russisch Эдуард Ааренс;  * 10. Märzjul. / 22. März 1803greg. in Reval; † 26. Januarjul. / 7. Februar 1863greg. ebd.) war ein deutsch-baltischer Sprachforscher und Geistlicher.

## Leben

### Familie
Eduard war ein Sohn des Kreisrevisors Johann Hartwig Ahrens und der Christiane, geborene Schneider. Er vermählte sich mit Rosalie Salzmann.

### Werdegang
Ahrens besuchte seit 1811 die Domschule in Reval. In den Jahren 1820 bis 1823 studierte er Theologie an der Kaiserlichen Universität Dorpat. Er bereiste 1832 bis 1833 Deutschland und Frankreich, graduierte 1834 und unterhielt sich während der gesamten Zeit von 1823 bis 1835 als Hauslehrer. Ahrens war dann in den Jahren 1837 bis 1863 Pastor in Kusal sowie seit 1860 Propst von Ost-Harrien.
Um die Erforschung der estnischen Sprache hat sich Ahrens sehr verdient gemacht. Er führte nach finnischem Vorbild die neue estnische Orthographie ein. 1842 war er Mitglied der Estländischen Literärischen Gesellschaft in Reval und 1845 korrespondierendes Mitglied der Finnischen Literaturgesellschaft in Helsingfors sowie Ehrenmitglied der Gelehrten Estnischen Gesellschaft in Dorpat. Im Jahr 1854 wurde er mit dem Demidow-Preis der Akademie der Wissenschaften in St. Petersburg geehrt.

## Werke
- Johann Hornung, der Schöpfer unserer Ehstnischen Kirchensprache, 1845 (Digitalisat der Universität Tartu)
- Sprachfehler der Ehstnischen Bibel, 1853 (Digitalisat der Universität Tartu)
- Grammatik der Ehstnischen Sprache Revalschen Dialektes, 1853 (Digitalisat der Universität Tartu)

Zudem publizierte er zwischen 1844 und 1859 mehrere Aufsätze im Inland.